# Emotional Rescue
Emotional Rescue —en español: Rescate emocional— es el decimoquinto álbum de estudio en el Reino Unido y decimoséptimo en los Estados Unidos de la banda británica de rock The Rolling Stones, lanzado en 1980 como sucesor de Some Girls.
Tras su publicación, el álbum encabezó las listas de éxitos de al menos seis países, entre ellos Estados Unidos, Reino Unido y Canadá. Entre sus sencillos más exitosos se encuentran la canción que da título al álbum, que alcanzó el nº1 en Canadá, el nº3 en Estados Unidos y el nº9 en el Reino Unido, y «She's So Cold», que se situó entre los 40 primeros en varios países. 
Las sesiones de grabación de Emotional Rescue fueron tan productivas que varios temas que quedaron fuera del álbum formarían el núcleo de la continuación, Tattoo You, de 1981.

## Historia
El disco fue grabado a lo largo de 1979, entre Nasáu, Bahamas, en los estudios Compass Point; en París en los estudios Pathe Marconi y los trabajos finales en The Hit Factory de ciudad de Nueva York. Emotional Rescue fue el primer álbum de los Stones publicado después de que Keith Richards fuera exonerado del cargo de tenencia de drogas en 1977 en Toronto, Canadá, que podría haberlo dejado en la cárcel durante años. Tras la edición de Some Girls, Richards y Mick Jagger compusieron nuevas canciones, diez de las cuales fueron seleccionadas para formar parte de Emotional Rescue. 
Varias de las canciones del álbum presentaron solamente a los miembros principales de la banda: Jagger, Richards, Ron Wood, Charlie Watts y Bill Wyman. En otros, se unieron los tecladistas Nicky Hopkins y el cofundador de los Stones Ian Stewart, el saxofonista Bobby Keys y el armonicista Sugar Blue.
Muchos de los temas que quedaron fuera del álbum encontrarían su camino hacia el siguiente álbum, Tattoo You: «Black Limousine», «Start Me Up», «Hang Fire», «Little T&A», y «No Use in Crying». «Think I'm Going Mad», otra canción de las sesiones, fue la cara B de «She Was Hot» en 1984. Dos canciones covers fueron cantadas por Richards: «We Had It All», y «Let's Go Steady», solo disponibles en bootlegs, la primera publicada en la reedición de 2011 de Some Girls. Quedaron además muchas canciones más, que nunca han sido publicadas oficialmente.
La pista final del álbum, «All About You», con la voz de Keith Richards, fue la primera de lo que iba a ser una constante en los álbumes de Rolling Stones: cada álbum acabaría con una canción cantada por Richards. Tattoo You (lanzado el año siguiente), Undercover (lanzado en 1983) y la versión en CD de Voodoo Lounge de 1994 posteriormente han sido las únicas excepciones.
La canción «Claudine», que iba a ser parte del álbum original, finalmente no fue incluida por temor a litigios y controversia. La letra aborda la sentencia leve, 30 días en la cárcel, que recibió la cantante y actriz Claudine Longet por haber matado a su novio, el corredor de esquí olímpico Vladimir 'Spider' Sabich, en su casa de Aspen, Colorado. La canción apareció finalmente en la reedición de Some Girls en 2011. 

## Arte y embalaje
La portada del disco, dirigida y diseñada por Peter Corriston, es una selección de fotografías tomadas por el artista británico Roy Adzak con una cámara térmica, un aparato que registra la emisión de calor de los objetos. La versión original se entregaba envuelta en un gran póster a color con más fotos termográficas de la banda y el propio álbum envuelto en una bolsa de plástico.
En los vídeos musicales «Where The Boys Go» y «Emotional Rescue» también se utiliza el mismo tipo de imágenes, obtenidas de actuaciones de la banda en vivo. Poco después se rodó un segundo vídeo para «Emotional Rescue», dirigido por David Mallett (producido por Paul Flattery y Simon Fields), así como otro para «She's So Cold».

## Lanzamiento y recepción
El álbum fue lanzado en junio, junto con el sencillo homónimo «Emotional Rescue» de corte disco alcanzó el puesto # 3 en el Billboard Hot 100. El álbum dio a los Stones su primer número 1 en el Reino Unido desde el álbum de 1973 Goats Head Soup y permaneció siete semanas en los primeros puestos de las listas de Estados Unidos. El siguiente sencillo, «She's So Cold», alcanzó el top 30, mientras que «Dance (Pt. 1)» alcanzó el puesto #9 en la lista Billboard Dance. 
La recepción de la prensa fue relativamente tibia, y la mayoría de los críticos consideraron el álbum algo formulista y poco ambicioso, sobre todo en contraste con su predecesor. En Rolling Stone, Ariel Swartley afirmó que "en cuanto a la música, 'familiar' es un eufemismo. Apenas hay una melodía aquí que no se haya escuchado antes de los Stones". El crítico del Village Voice Robert Christgau lo resumió como "un álbum ordinario de los Stones" en un ensayo que acompañaba a la encuesta anual de los críticos Pazz & Jop sobre los mejores álbumes de 1980, en la que Emotional Rescue quedó en vigésimo lugar, un resultado que consideraba "tan fuera de lugar" para "la banda de rock and roll más grande del mundo".
Las valoraciones retrospectivas han sido algo más amables, y varios críticos han elogiado la actuación del grupo, a pesar de la ligereza del material. Stephen Thomas Erlewine, de AllMusic, afirma que el álbum "puede que consista principalmente en material de relleno, pero es material de relleno escrito e interpretado por expertos".En Christgau's Record Guide: The '80s (1990), Christgau dijo que, aunque no es "genial", el álbum cuenta con un "encanto [lírico] de mediados de los 60" en "tropos tan desechados como «Where the Boys Go» y «She's So Cold»", junto con un estilo musical "más suelto" que otros discos de los Stones menos que geniales como It's Only Rock 'n Roll de 1974: "(La música es) mucho más alusiva e irregular y conocedora: para bien y para mal su impulso no es tan monolítico, y el bajo aparece en primer plano como si Bill fuera James Jamerson"."
En 1994, Emotional Rescue fue remasterizado y relanzado por Virgin Records, que fue lanzado inicialmente en un CD de la edición de coleccionista, que replicó en miniatura muchos elementos del empaquetado original del álbum, incluyendo el cartel a color. Nuevamente fue masterizada por Universal Music en 2009. En 2011 fue lanzado por Universal Music Enterprises en una versión únicamente japonesa en SHM-SACD.
El álbum ha vendido más de 5,5 millones de copias en todo el mundo.

## Lista de canciones
Todas las canciones escritas y compuestas por Jagger/Richards, excepto donde se indique. 
| Cara uno |                                            |          |  |
| N.º      | Título                                     | Duración |  |
| 1.       | «Dance (Pt. 1)» (Jagger/Richards/Ron Wood) | 4:23     |  |
| 2.       | «Summer Romance»                           | 3:16     |  |
| 3.       | «Send It to Me»                            | 3:43     |  |
| 4.       | «Let Me Go»                                | 3:50     |  |
| 5.       | «Indian Girl»                              | 4:23     |  |

| Cara dos |                     |          |  |
| N.º      | Título              | Duración |  |
| 6.       | «Where the Boys Go» | 3:29     |  |
| 7.       | «Down in the Hole»  | 3:57     |  |
| 8.       | «Emotional Rescue»  | 5:39     |  |
| 9.       | «She's So Cold»     | 4:12     |  |
| 10.      | «All About You»     | 4:18     |  |

## Personal
| The Rolling Stones - Mick Jagger: voz, guitarra eléctrica, piano, piano eléctrico, coros. - Keith Richards: guitarra eléctrica, guitarra acústica, coros; voz, piano y bajo en «All About Youl»; solo de guitarra en «Let Me Go». - Ron Wood: guitarra eléctrica, guitarra acústica, guitarra slide, guitarra de pedal steel, coros; bajo en «Emotional Rescue». - Bill Wyman: bajo, sintetizador. - Charlie Watts: batería. Técnica y diseño - Chris Kimsey: productor asociado e ingeniero de sonido . - Snake Reynolds: ingeniero de sonido asistente. - Sean Fullan: ingeniero de sonido asistente. - Ted Jensen: ingeniero de masterización. | Personal adicional - Ian Stewart: piano, piano eléctrico, percusión. - Nicky Hopkins: teclado - Sugar Blue: armónica - Bobby Keys: saxofón - Michael Shrieve: percusión. - Max Romeo: coros en «Dance (Pt. 1)» - Jack Nitzsche: arreglos de vientos en «Indian Girl» |

## Posición en las listas
| Listas (1980)                  | Mejor posición |
| ------------------------------ | -------------- |
| Alemania (Media Control)       | 2              |
| Australia (Kent Music Report)  | 4              |
| Austria (Ö3 Austria Top 40)    | 2              |
| Canadá (RPM)                   | 1              |
| España (PROMUSICAE)            | 5              |
| Estados Unidos (Billboard 200) | 1              |
| Francia (SNEP)                 | 1              |
| Italia (FIMI)                  | 5              |
| Japón (Oricon)                 | 10             |
| Noruega (VG-lista)             | 4              |
| Nueva Zelanda (RIANZ)          | 2              |
| Países Bajos (MegaCharts)      | 1              |
| Reino Unido (UK Albums Chart)  | 1              |
| Suecia (Sverigetopplistan)     | 1              |

| Listas (1980)                         | Posición |
| ------------------------------------- | -------- |
| Alemania (Offizielle Top 100)         | 36       |
| Australia (Kent Music Report)         | 19       |
| Austria                               | 9        |
| Canadá                                | 8        |
| Estados Unidos (Billboard Pop Albums) | 35       |
| Francia                               | 27       |
| Italia                                | 22       |
| Países Bajos                          | 20       |

| Año  | Sencillo                                         | Listas            | Mejor posición |
| ---- | ------------------------------------------------ | ----------------- | -------------- |
| 1980 | «Emotional Rescue»                               | UK Top 75 Singles | 9              |
| 1980 | «Emotional Rescue»                               | Billboard Hot 100 | 3              |
| 1980 | «Emotional Rescue»/«Dance Pt. 1»/«She's So Cold» | Club Play Singles | 9              |
| 1980 | «She's So Cold»                                  | UK Top 75 Singles | 33             |
| 1980 | «She's So Cold»                                  | Billboard Hot 100 | 26             |

## Certificaciones
| País                  | Certificación | Ventas certificadas |
| --------------------- | ------------- | ------------------- |
| Australia (ARIA)      | Platino       | 50,000^             |
| España (PROMUSICAE)   | Oro           | 50,000^             |
| Estados Unidos (RIAA) | 2x Platino    | 2,000,000^          |
| Francia (SNEP)        | Oro           | 277,900^            |
| Japón (RIAJ)          | Oro           | 100,000^            |
| Nueva Zelanda (RMNZ)  | Platino       | 15 000^             |
| Países Bajos (NVPI)   | Oro           | 50,000^             |
| Reino Unido (BPI)     | Oro           | 100,000^            |

Nota: ^ Cifras de ventas basadas únicamente en la certificación